# Ancita anisocera
Ancita anisocera là một loài bọ cánh cứng trong họ Cerambycidae.